# Dallas Gaming Mafia
A Dallas Gaming Mafia egy nem hivatalos kifejezés, amelyet a Dallasban lévő videójáték-fejlesztő cégekre használnak.

## Cégek
- 1987 – Apogee Software – ma már 3D Realms
- 1991 – id Software
- 1999 – Gearbox Software
- MumboJumbo
- 1995 – Ensemble Studios
- 1994 – Terminal Reality
- Nerve Software
- 2001 – Barking Lizards Technologies
- 1995 – Paradigm Entertainment
- United Developers
- Playnet
  - 1990 – MacPlay
  - MumboJumbo
  - Inertia Games

### Bezárt cégek
A következő cégek nem sokáig tevékenykedtek:
- 1994 – Rogue Entertainment
- 1996 – Ion Storm
- 1996 – Ritual Entertainment – felvásárolta a MumboJumbo

### Elköltözött cégek
A következő cégek nem sokáig tevékenykedtek Dallas területén:
- 1998 – Gathering of Developers – ma már 2K Games, mai helye New York
- 1999 – Edge of Reality – mai helye Austin, Texas
- 2000 – Pi Studios – mai helye Houston, Texas